# Semitogea cacolensis
Semitogea cacolensis är en stekelart som beskrevs av Heinrich 1968. Semitogea cacolensis ingår i släktet Semitogea och familjen brokparasitsteklar. Inga underarter finns listade i Catalogue of Life.